# Фаусто Абесо Фума
Фаусто Абесо Фума (Fausto Abeso Fuma) — політик та дипломат Екваторіальної Гвінеї. Надзвичайний та повноважний посол Екваторіальної Гвінеї в Україні за сумісництвом (з 2005). Міністр цивільної авіації Екваторіальної Гвінеї.
Зять президента Екваторіальної Гвінеї Теодоро Обіанг Нгема Мбасого.

## Життєпис
У 1981—1988 роках навчався в Київському інституті інженерів цивільної авіації, де здобув диплом інженера з технічної експлуатації літаків та двигунів.
20 квітня 2005 року — вручив вірчі грамоти Президенту РФ.
2 листопада 2005 року — вручив вірчі грамоти Президенту України Віктору Ющенку